# Szépfalu község
Szépfalu község (románul: Comuna Frumușeni) község Arad megyében, Romániában. Központja Szépfalu, hozzá tartozik Cseralja.

## Népessége
A 2011-es népszámlálás adatai alapján a község népessége 2543 fő volt.

## Története
2004-ben vált ki Angyalkútból és szervezték önálló községgé.